# 拳神
《拳神》是一部香港科幻电影，2001年上映。这部电影由劉偉強、元奎担任导演。本片籌備時期曾提及改編日本電子遊戲《鐵拳》系列，但後來版權方面出現問題，電影片尾更有文字聲明表明與《鐵拳》系列無關，然而部分角色造型仍留有《鐵拳》系列人物的特徵。

## 剧情
此電影主要講述20年前的一個拳神手套的實驗，結果害成世界大亂。

## 演員表
| 演員           | 角色        | 粵語配音 | 原型人物                   | 備註 |
| 王力宏         | 山之光      | 陳鍵鋒   | 《鐵拳》系列角色：三島一八 | 初代拳神手套持有者。 穎姨、風雷之子 阿飄之弟弟 戰廿一之天敵 鐵浪、鐵條之好友 最后和鐵浪一起打敗戰廿一                                                    |
| 馮德倫         | 鐵浪        | 馮德倫   | 《鐵拳》系列角色：花郎     | 二代拳神手套持有者。 暗戀阿飄 戰廿一之天敵 鐵浪、山之光之好友 最后和山之光一起打敗戰廿一                                                                 |
| 葉童           | 穎姨        | 葉童     |                            | 山之光、阿飄之母 風雷之妻子 最后被戰廿一控制的風雷殺害                                                                                                   |
| 梁詠琪         | Erika       | 梁詠琪   |                            | 被山之光暗戀 |
| 楊恭如         | 阿飄        | 楊恭如   |                            | 山之光之姐姐 風雷、穎姨之女 暗戀鐵浪 最后為救鐵浪而灰飛煙滅                                                                                              |
| 洪金寶         | 達克 (Dark) | 潘文柏   |                            | 二代拳神手套持有者，但會令自己得知自己會那時侯死 總督察 風雷、戰廿一之好友，后和戰廿一反目 協助山之光打敗戰廿一 最后被戰廿一打至重傷后因死亡時侯到而死   |
| 鄭伊健（少年） | 達克 (Dark) | 潘文柏   |                            | 二代拳神手套持有者，但會令自己得知自己會那時侯死 總督察 風雷、戰廿一之好友，后和戰廿一反目 協助山之光打敗戰廿一 最后被戰廿一打至重傷后因死亡時侯到而死   |
| 元彪           | 風雷        |          |                            | 山之光、阿飄之父 穎姨之夫，因被戰廿一控制而殺害其 在20年前被戰廿一控制 最后被戰廿一手下殺害                                                              |
| 錢嘉樂         | 鐵條        | 錢嘉樂   |                            | 山之光、鐵浪之好友 |
| 張耀揚         | 戰廿一      | 陳欣     |                            | 本片終極大反派 “赤龍軍”之首領 第三代拳神手套持有者。 山之光、鐵浪之天敵 風雷、達克之好友，后和達克反目 在20年前控制風雷 最后被山之光和鐵浪用拳神手套打死 |

## 製作花絮
女配角之一楊恭如在其中一幕為救男主角之一馮德倫，她在裏面全裸演出，雖是電腦特效，但其實楊恭如在拍攝時穿上肉色緊身衣，曲線畢露，讓對手馮德倫大飽眼福。

## 獎項
| 年份 | 頒獎典禮             | 獎項         | 名字                   | 結果 |
| ---- | -------------------- | ------------ | ---------------------- | ---- |
| 2002 | 第21屆香港電影金像獎 | 最佳武術指導 | 元奎                   | 提名 |
| 2002 | 第21屆香港電影金像獎 | 最佳女配角   | 葉童                   | 提名 |
| 2002 | 第21屆香港電影金像獎 | 最佳視覺效果 | 黃宏顯、張仲華、黃宏達 | 提名 |

## 外部連結
- 開眼電影網上《拳神》的資料（繁體中文）
- 豆瓣电影上《拳神》的資料 （简体中文）
- 时光网上《拳神》的資料（简体中文）
- 爛番茄上《拳神》的資料（英文）
- 香港影庫上《拳神》的資料（繁體中文）